# Philodromus albolimbatus
Philodromus albolimbatus là một loài nhện trong họ Philodromidae.
Loài này thuộc chi Philodromus. Philodromus albolimbatus được Tord Tamerlan Teodor Thorell miêu tả năm 1895.